# Backsteinromanik

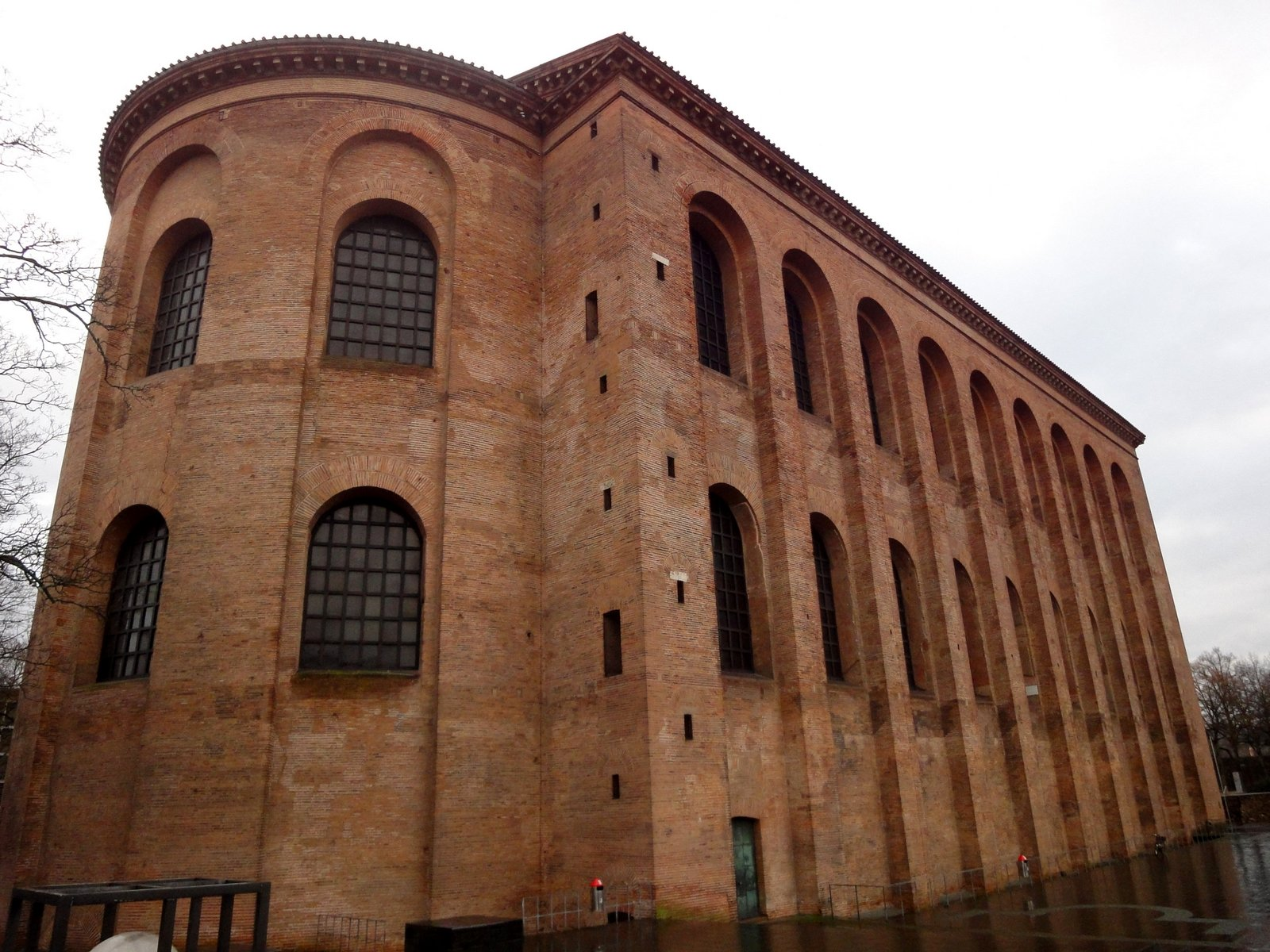
Konstantinbasilika, Trier, 311, heute sichtbare Ziegel, ursprünglich verputzt, römische Architektur

Backsteinromanik ist eine Bezeichnung für Bauwerke, die im Mittelalter im romanischen Baustil aus Backstein errichtet wurden. Wissenschaftliche und populärwissenschaftliche Darstellungen konzentrieren sich gern auf bestimmte Regionen, ohne jedoch eine Beschränkung des Begriffs auf die jeweilige Region vorzunehmen.(siehe Literatur)

## Entwicklung

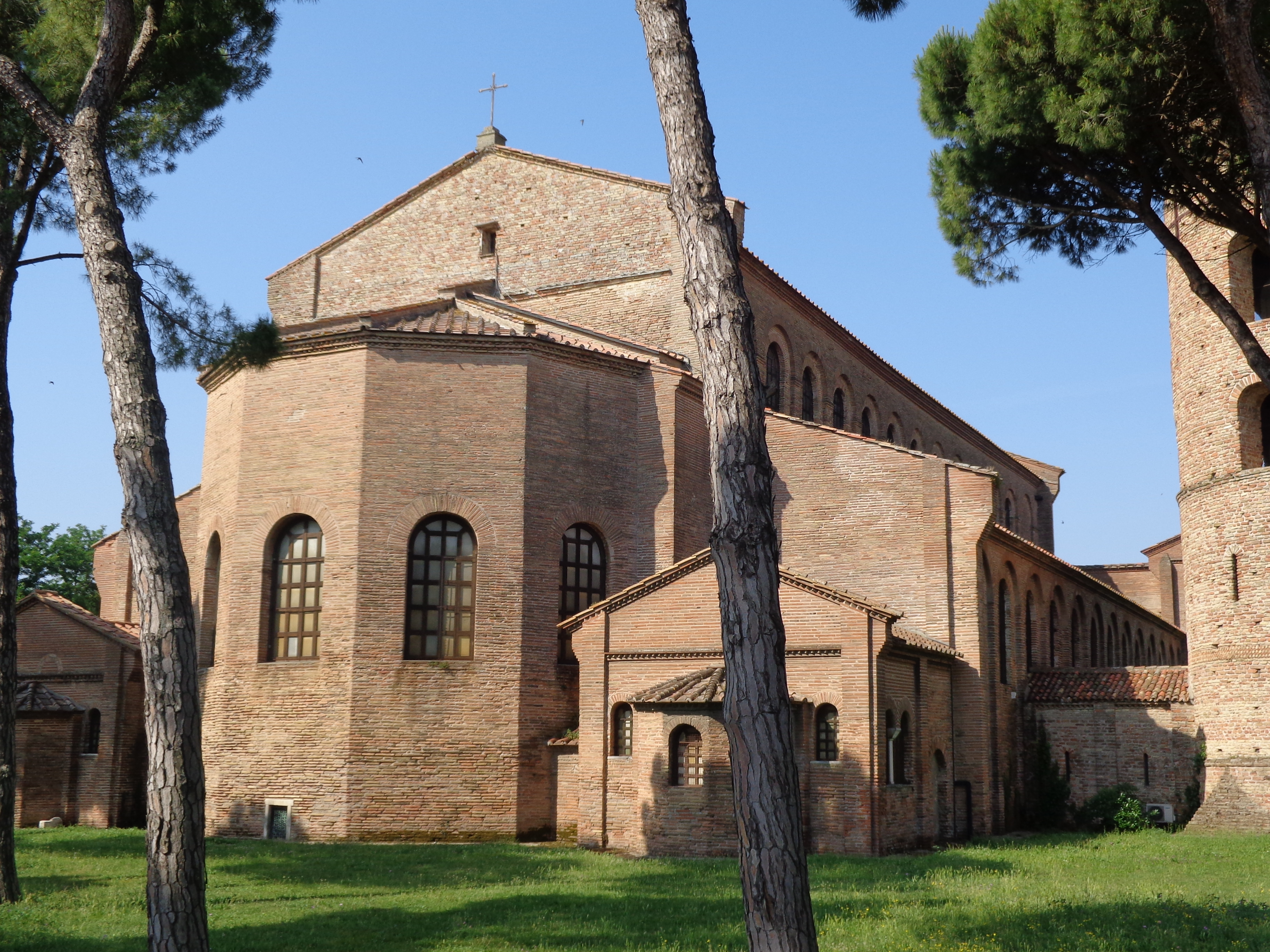
Sant’Apollinare in Classe bei Ravenna, 6. Jh. – späteste Antike

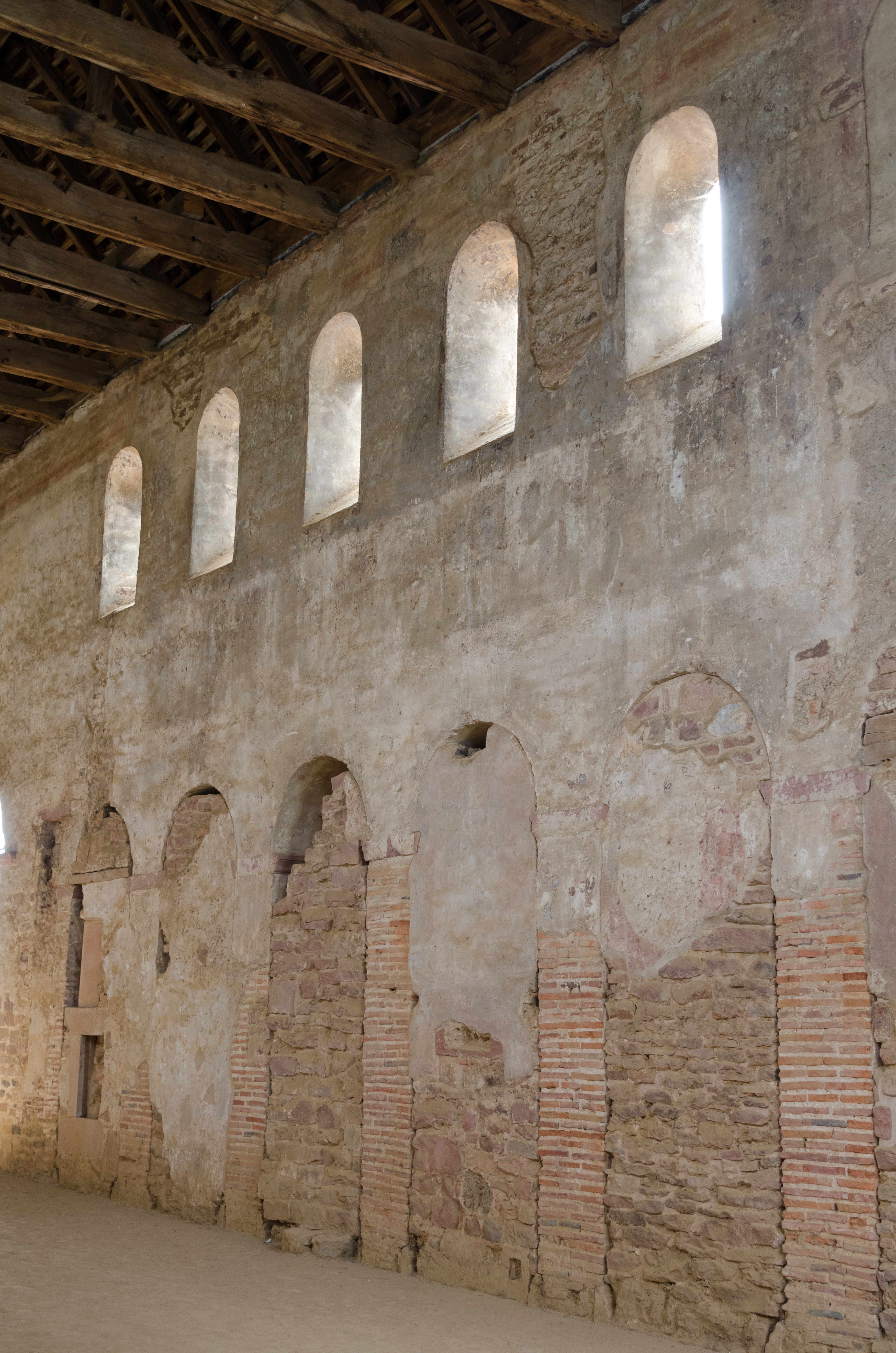
Backsteinpfeiler der karolingischen Einhardsbasilika

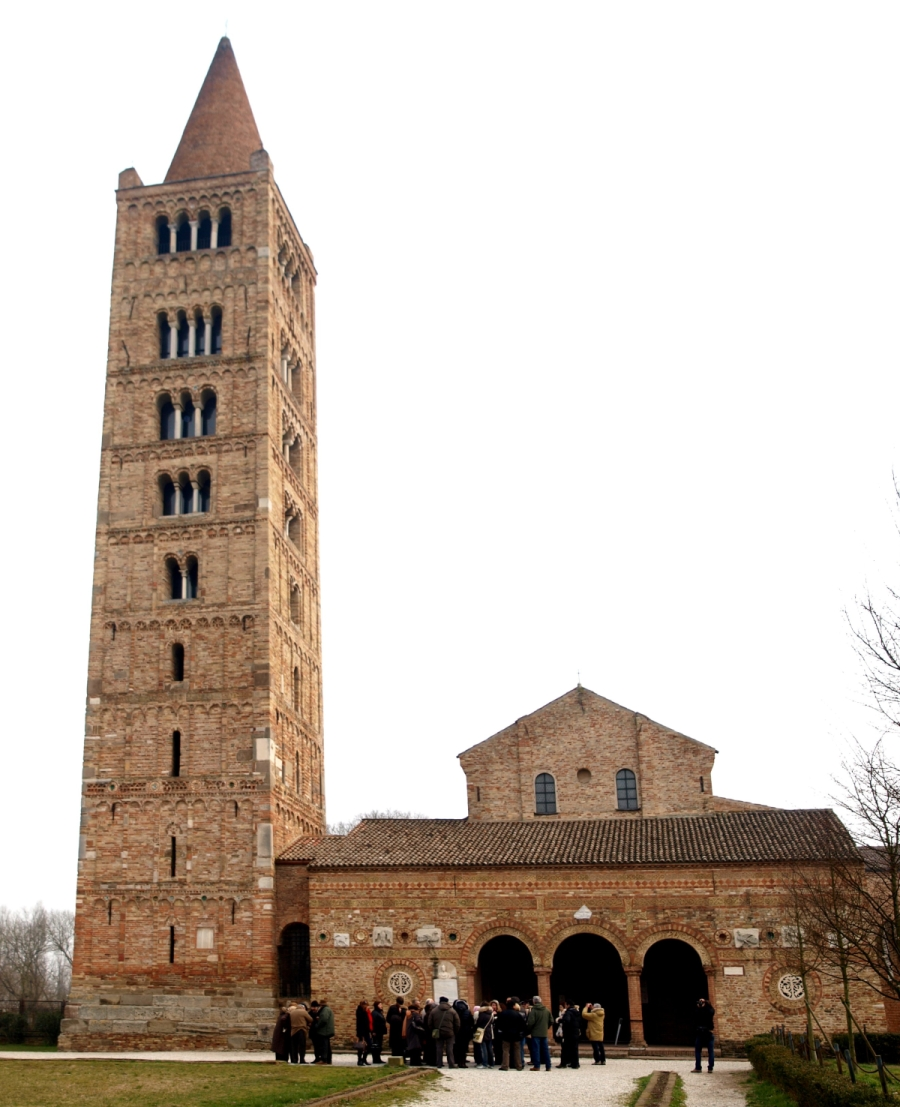
Abtei Pomposa, 9. und 11. Jh.

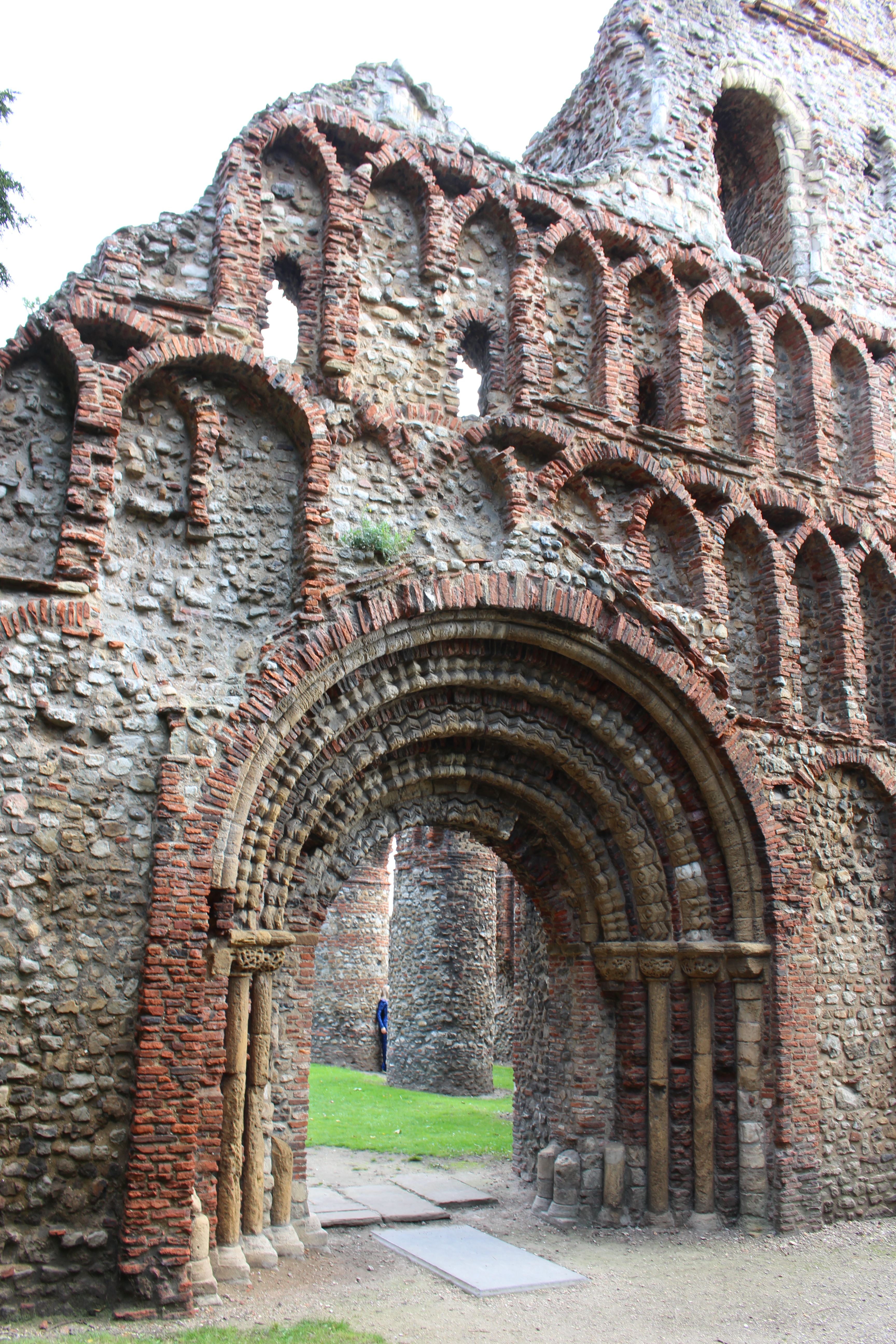
St. Botolph’s Priory, 12. Jh., Colchester, Essex – Feldstein und Spolienbackstein

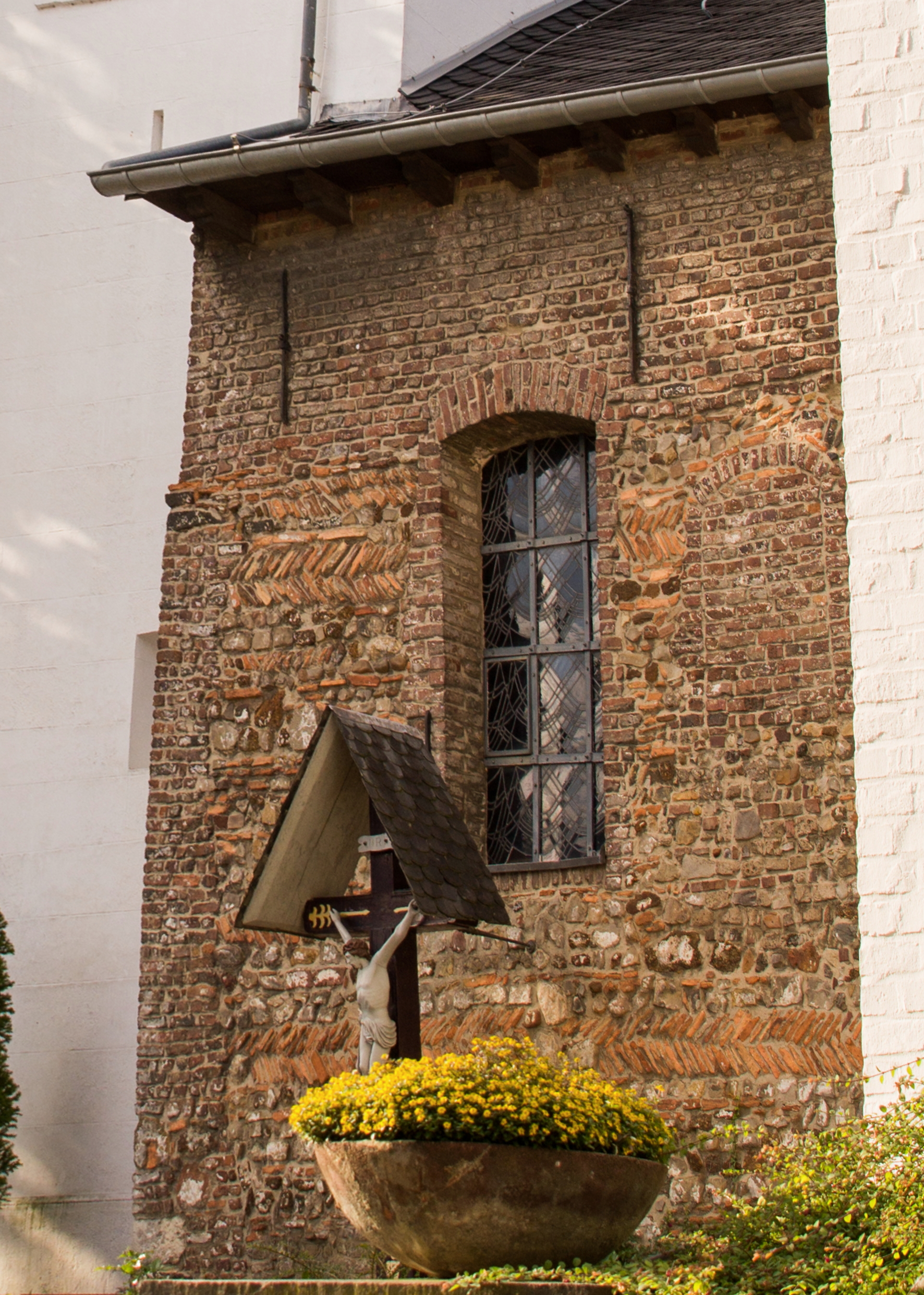
Martinskirche in Orsbeck, um 1000, mit Opus spicatum aus wieder verwendeten altrömischen Mauerziegeln

Schon die alten Römer hatten auch nördlich der Alpen große Ziegelbauten errichtet, aber mit dem Zusammenbruch des Weströmischen Reiches kam der Backsteinbau nördlich der Alpen weitgehend zum Erliegen.

### Karolingerzeit
Eine Wiederbelebung dieser Technik fand unter den Karolingern statt. Beispiele sind die Einhardsbasilika in Michelstadt-Steinbach im Odenwald, sowie an der Loire die Stiftskirche Saint-Martin in Angers und die Abteikirche Saint-Philibert in Saint-Philbert-de-Grand-Lieu. Danach ging der Backsteinbau nördlich der Alpen erneut verloren.

### Verwendung von Spolien
Wo verfügbar, nutzte man gerne Ziegelsteine aus der Römerzeit als Baumaterial. 
So wurden im 10. Jahrhundert die Seitenwände der Martinskirche in Orsbeck (zu Wassenberg) aus recht vielen römischen Spolienziegeln im Fischgrätverband errichtet, eingebettet in mehrere andere Materialien wie Feldstein, Grauwacke und Ortstein. Wesentlich später, 1753, kam neuer Backstein hinzu, zur Erhöhung der Wände und Errichtung des Tonnengewölbes. Bei einer archäologischen Grabung vor der Ausweitung des Tagebaus Garzweiler in Immerath wurden Reste einer wohl im 11. Jahrhundert überwiegend aus wiederverwendetem römischem Backstein errichteten Kapelle gefunden.
In Italien wurden einerseits zwar viele Backsteine aus römischen Ruinen verwendet, andererseits aber auch die Produktion und Verwendung von Mauerziegeln weiterentwickelt. So finden sich im Mauerwerk der Abtei Pomposa am Unterlauf des Po sowohl Spolien als auch gebrannter Backstein aus den Bauphasen im 9. und 11. Jahrhundert.
In England sind romanische Backsteinbauten eine Seltenheit. Im 12. Jahrhundert wurde die St. Botolph’s Priory in Colchester, Essex, im Wesentlichen aus Feldstein errichtet, aber an vielen Stellen mit Backsteinspolien aus römischen Ruinen verziert. Ein noch größeres und vor allem besser erhaltenes Bauwerk dieser Art sind die Ostteile der Abteikirche von St Albans nördlich von London.

### 11. Jahrhundert
In Norditalien richtete das Erdbeben von 1117 vom Piemont (z. B. am Dom von Ivrea) bis in die Emilia-Romagna schwere Schäden an. Bei Wiederaufbau wurde vielerorts Backstein verwendet, aber auch beispielsweise Tuffstein. Die dekorative Kombination beider Materialien findet sich an mehreren Kirchen in Verona, so San Lorenzo und dem Dom.
Im 11. Jahrhundert blühte auch im Gebiet um Toulouse in Südwestfrankreich der Backsteinbau neu auf. Die „Basilika“ St-Sernin, architektonisch eine Stufenhalle mit Emporen, wurde zwischen 1077 und 1119 aus Backstein errichtet. Sie ist die größte erhaltene romanische Kirche Frankreichs.

### 12. Jahrhundert

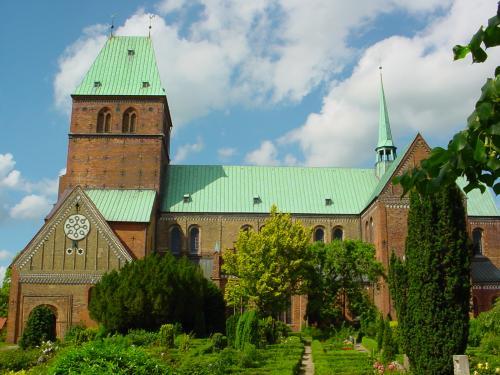
Ratzeburger Dom, ab 1154/60

Im ersten Drittel des 12. Jahrhunderts brachte die Backsteinromanik in Italien eine technische Pionierleistung hervor: Beim Umbau der Ende des 4. Jahrhunderts begonnenen und im 9. Jahrhundert erweiterten Kirche Sant’Ambrogio in Mailand zu einer romanischen Emporenhalle wurden zwar die Gurtbögen aus Werkstein errichtet, aber die Gewölberippen aus Backstein, bevor überhaupt mit dem Beginn der Gotik (um 1140 im Umfeld von Paris) Kreuzrippengewölbe zum Standard wurden.
Mitte des 12. Jahrhunderts wurde an verschiedenen Orten nördlich der Alpen kurz nach einander oder auch gleichzeitig mit der Herstellung von Backstein und der Errichtung hochwertiger Backsteinbauten begonnen. Zu den frühen Orten zählen Rheinmünster am Oberrhein, Kloster Remse in Sachsen, Verden an der Aller nahe der Mittelweser, Jerichow an der mittleren Elbe, mehrere Orte in Holstein, sowie Ringsted und Sorø in Dänemark. Dabei übernahm man sowohl Technik als auch Schmuckformen aus Italien.(siehe Weblink)
Bauforscher weisen darauf hin, dass die Ziegelsteine der ersten Backsteinbauten von höherer und gleichmäßigerer Qualität waren als die vieler späterer Bauten.

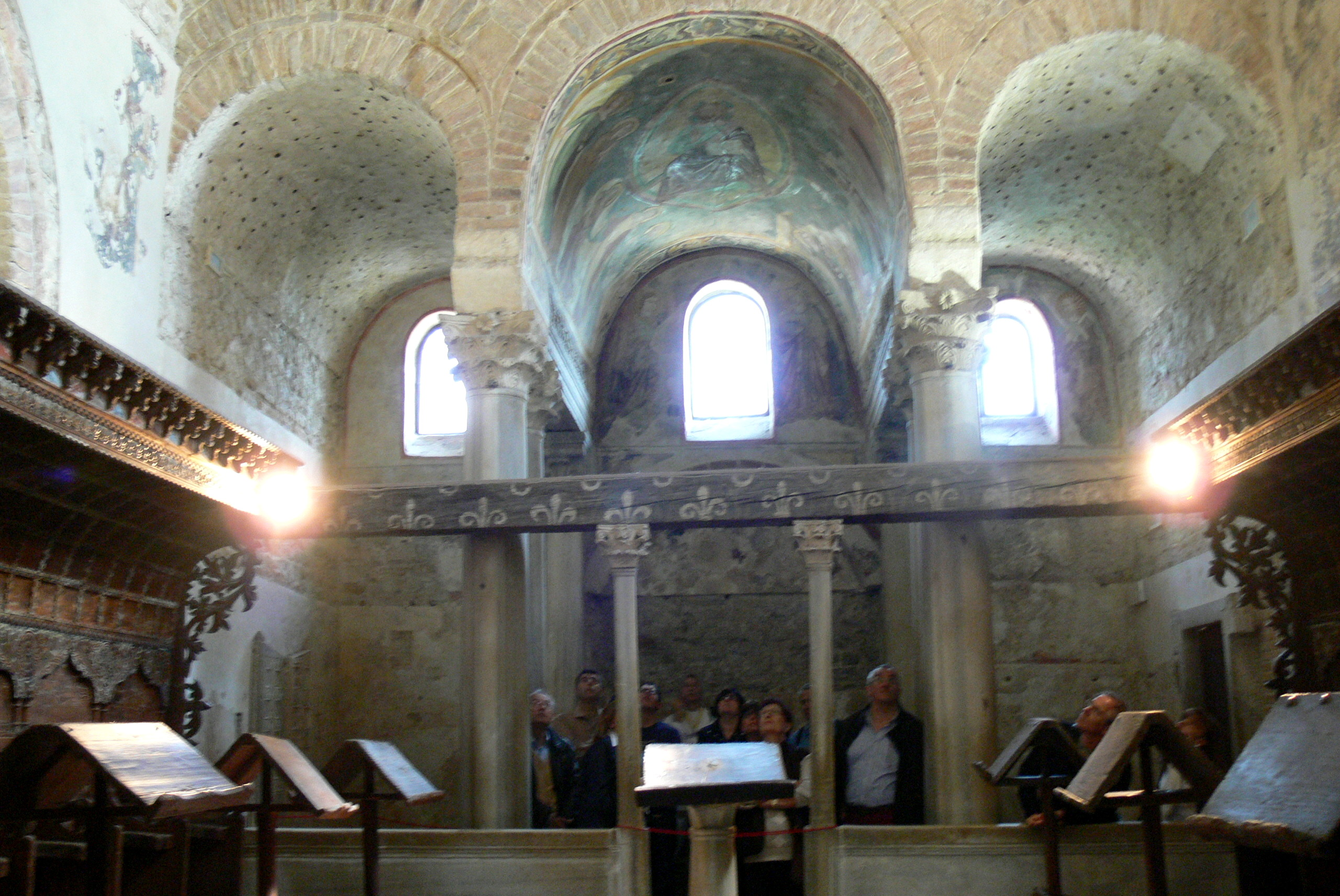
Tempietto Longobardo in Cividale (Friaul), Mitte 8. Jh.: Backsteinbögen in der überwiegend aus Haustein errichteten Kirche
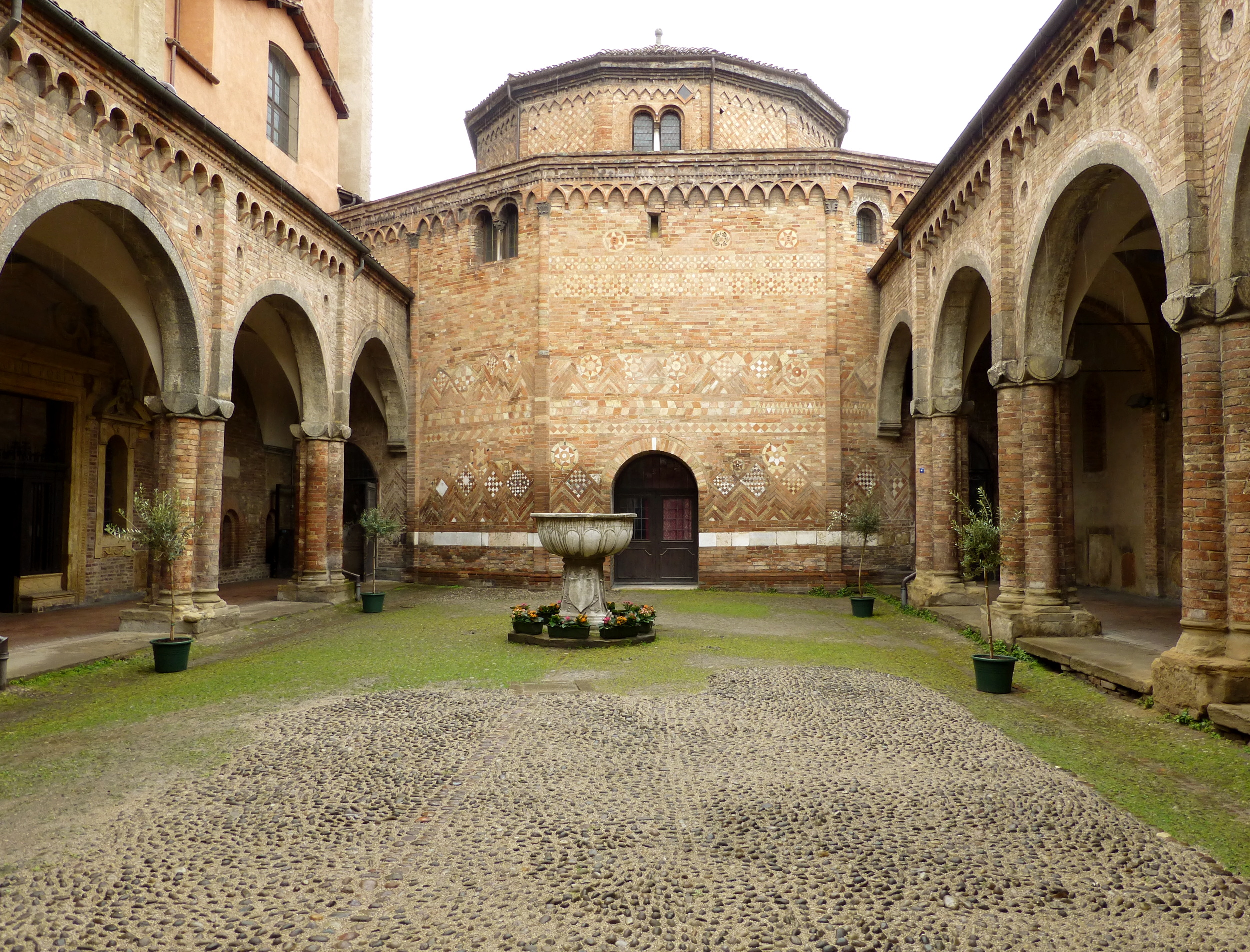
Entwickelte Technik im 10. u. 11. Jh.: Grabeskirche der Basilika Santo Stefano in Bologna
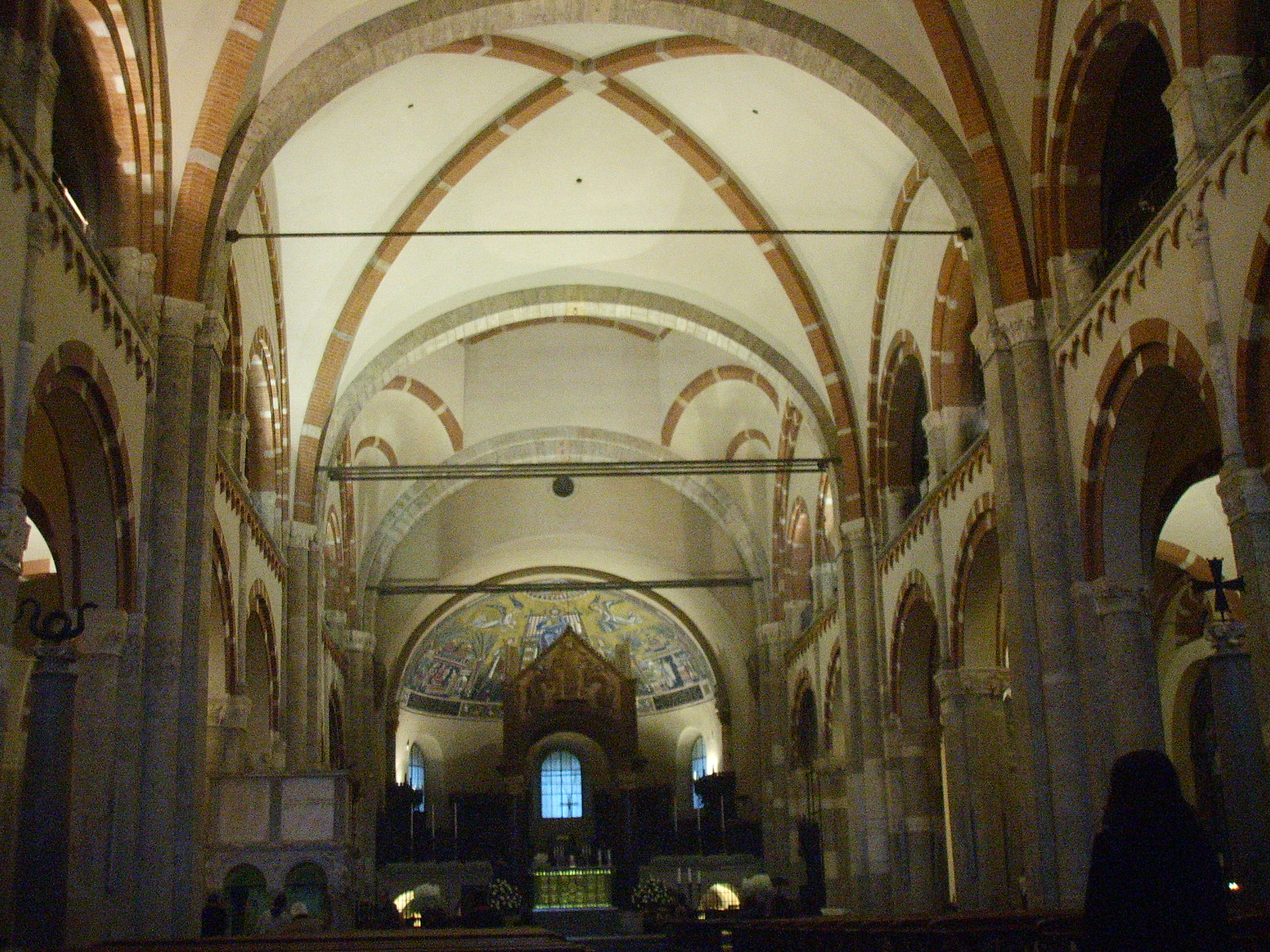
Sant’Ambrogio, Mailand, Backsteinrippen, vor 1128
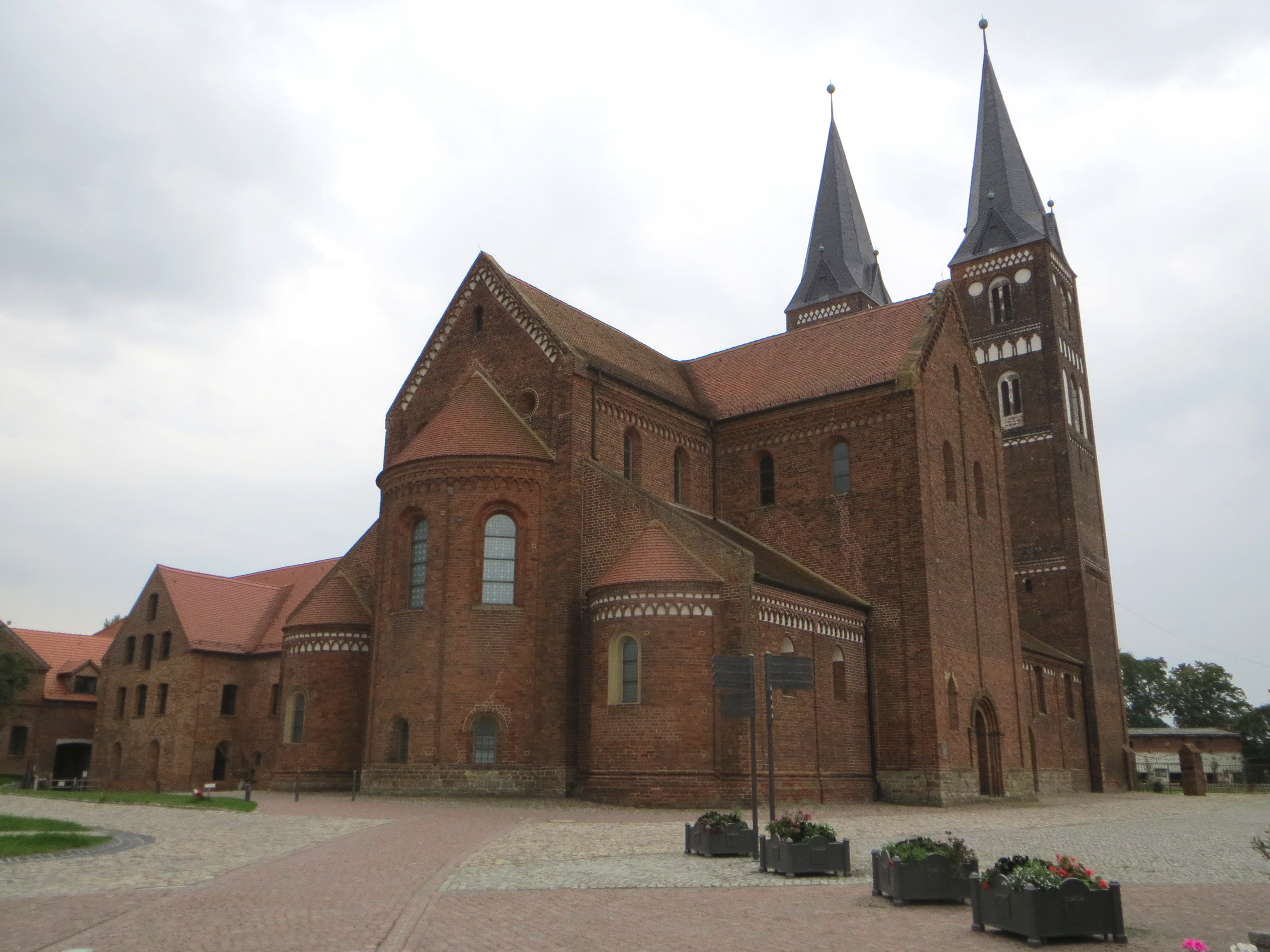
Kloster Jerichow, ab 1149 oder 1260, Türme 1256–1262 (frühgotisch)

#### Norddeutschland
Eine Schlüsselstellung nicht nur für die märkische Backsteinarchitektur nimmt das Kloster Jerichow ein – mit seiner 1148 begonnenen Stiftskirche, mit 55 m Länge durchaus monumental. Während man in Jerichow erst die Fundamente setzen musste, begann der Bau des Verdener Domturms 1150 oder 1151 in Form eines italienischen Campanile auf einem 50 Jahre älteren steinernen Sockelgeschoss. Als älteste Backsteinkirche Nordeuropas gilt die 1156 begonnene St.-Johannis-Kirche in Oldenburg (Holstein). Die nächsten monumentalen Kirchenbauten waren die von Heinrich dem Löwen gestifteten Dome von Ratzeburg (70 m, ab 1154) und Lübeck (130 m, ab 1173), dazwischen die dänische Klosterkirche Sorø, die als turmlose Basilika besonders eng an italienische Vorbilder anschließt. Der Lübecker Dom wurde allerdings von 1266 bis 1335 zu einer gotischen Hallenkirche umgebaut. Für Skandinavien ist besonders der stilistisch eigenständige Dom von Roskilde bedeutend, dessen Bau 1170 begonnen wurde (86 m lang) und der als Begräbnisstätte der dänischen Könige dient. Einen letzten Höhepunkt und gleichzeitig den Übergang zu gotischen Bauformen markiert das Zisterzienserkloster Lehnin in der Mark Brandenburg.

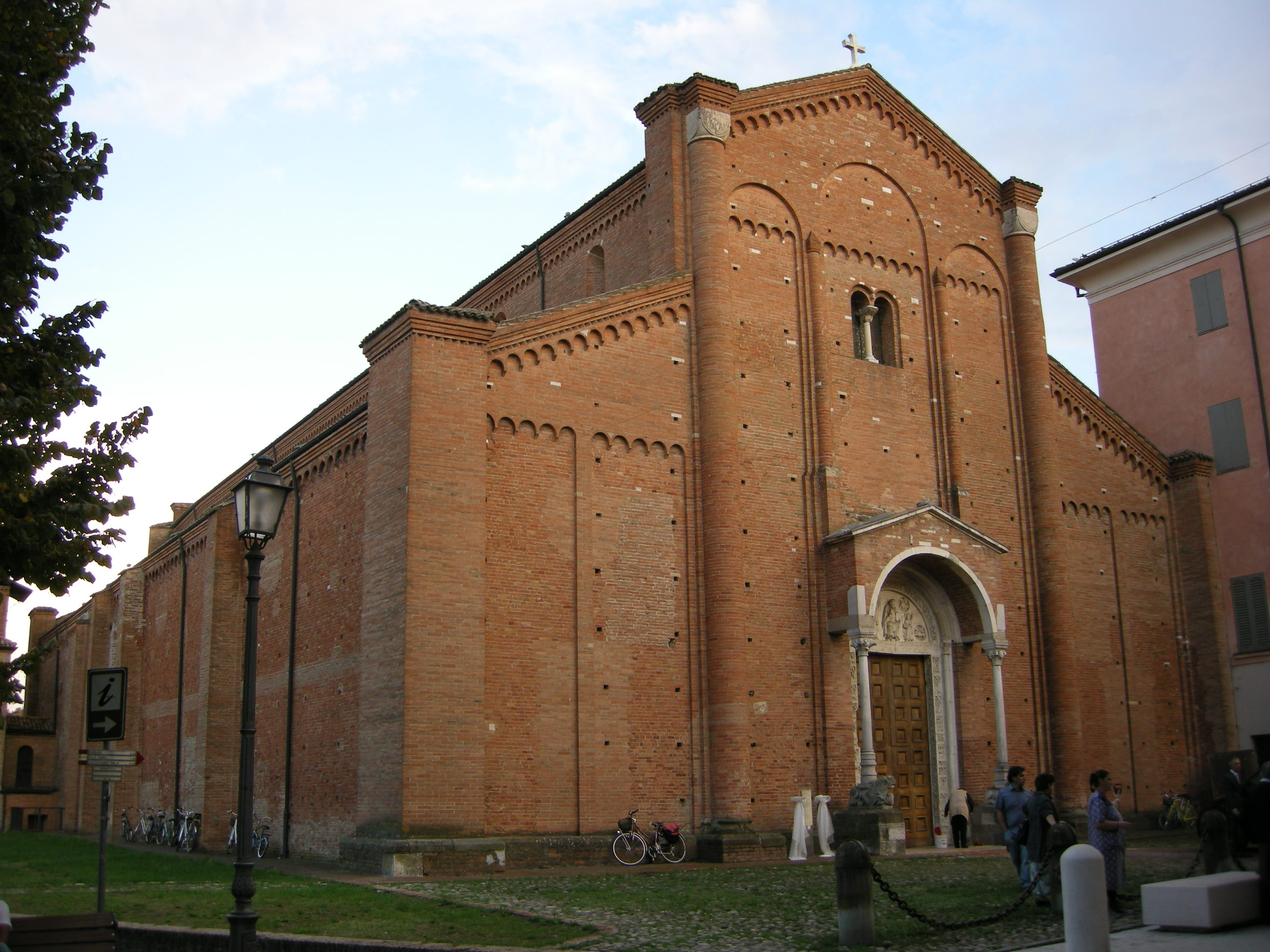
San Michele, Abtei Nonantola in der Emilia, Italien, ab frühem 11. Jh.
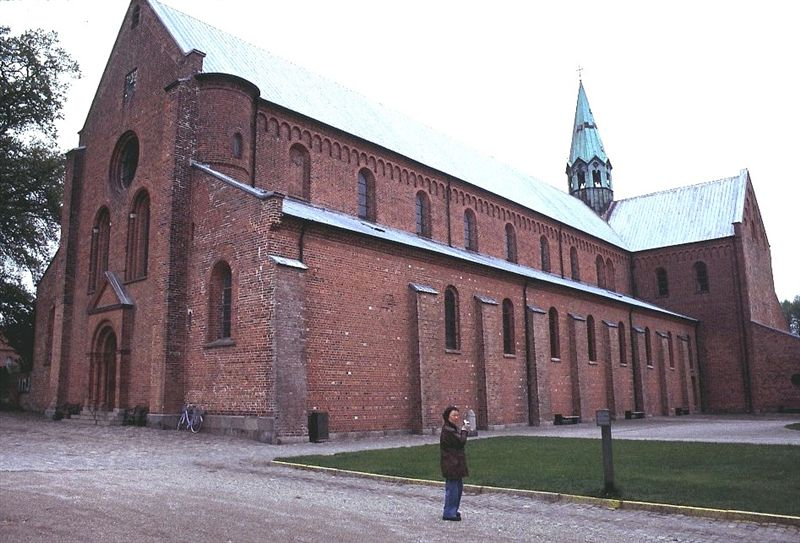
Kloster Sorø auf Seeland, DK, ab 1161
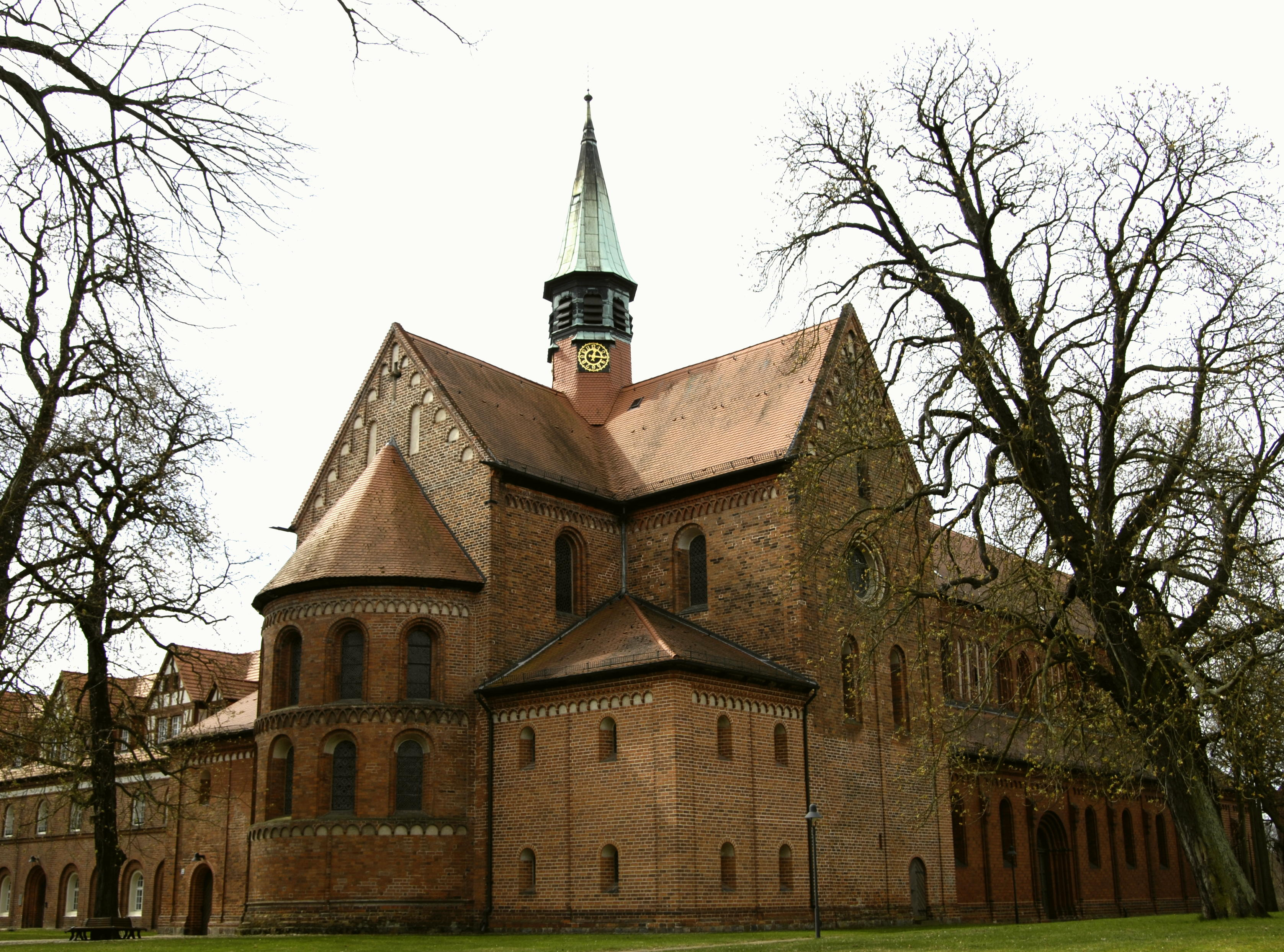
Kloster Lehnin, Mark Brandenburg, 1184–13. Jh., Ostteile (sp. 12. Jh.–1. V. 13. Jh.) und Seitenschiffe romanisch, Mittelschiff (M. 13. Jh.) gotisch